# (85198) Weltenburg
(85198) Weltenburg est un astéroïde de la ceinture principale.

## Description
(85198) Weltenburg est un astéroïde de la ceinture principale. Il fut découvert le 2 octobre 1991 à Tautenburg par Freimut Börngen et Lutz Dieter Schmadel. Il présente une orbite caractérisée par un demi-grand axe de 3,03 UA, une excentricité de 0,10 et une inclinaison de 8,8° par rapport à l'écliptique.